# Ubud
Cette page contient des caractères spéciaux ou non latins. S’ils s’affichent mal (▯, ?, etc.), consultez la page d’aide Unicode.
Ubud (balinais : ᬳᬸᬩᬸᬤ᭄) est une kelurahan (commune) de la province de Bali en Indonésie.

## Histoire
La légende raconte l'histoire d'un prêtre javanais du VIIIe siècle, Rsi Markendya, qui méditait à la confluence de deux rivières (un bon site pour les hindous), dans la localité de Campuhan. Il fonda le temple de Gunung Lebah au fond de la vallée, un site devenu un lieu de pèlerinage.
La ville a d'abord été une source importante de plantes médicinales et des plantes. Le nom d'Ubud vient du mot indonésien ubad, qui veut dire médecine.
À la fin du XIXe siècle, Ubud est devenue le siège des seigneurs féodaux devant allégeance au roi de Gianyar, à cette époque le plus puissant des États du sud de Bali. Les seigneurs étaient membres de la famille ksatriya de Sukawati. Ils ont contribué à la promotion du village de plus en plus renommé pour son art.
Le tourisme a pris son essor avec l'arrivée de Walter Spies : né en Russie dans une famille allemande, il a enseigné la peinture et la musique, et s'est intéressé à la danse. Spies, ainsi que les peintres étrangers Willem Hofker et Rudolf Bonnet, ont attiré des célébrités tels que Charlie Chaplin, Noel Coward, Barbara Hutton, H. G. Wells, Margaret Mead, Gregory Bateson et Vicki Baum. Ils ont aidé ainsi Ubud à devenir le centre culturel de Bali.
Une nouvelle vague d'énergie créatrice est arrivée dans les années 1960 avec le peintre néerlandais Arie Smit, et le développement du Mouvement des Jeunes Artistes. Il existe de nombreux musées à Ubud, dont le Musée Puri Lukisan, excellente collection consacrée à la peinture et la sculpture des années 1930, le musée Neka, célèbre collection de Monsieur Neka, amateur d'art originaire d'Ubud et le musée Agung Rai où se déroulent régulièrement des cours de danse destinés aux plus jeunes.
Depuis la fin des années 1960, le boom touristique de Bali a contribué au développement d'Ubud, mais elle demeure avant tout un lieu de quête artistique.

## Géographie
Ubud est située au centre de l'île de Bali, entre les rizières et les ravins escarpés.

## Administration
Au centre du kabupaten de Gianyar, la ville est l'ibu kota (chef-lieu) du kecamatan du même nom. Il est difficile de distinguer la ville des villages qui l'entourent.

## Tourisme
Elle est considérée comme le centre du tourisme culturel et artistique de l'île. La rue principale est Jalan Raya Ubud (Jalan Raya signifie « rue principale »). Elle traverse d'Est en Ouest le centre de la ville, et comporte de nombreux commerces notamment d'art, des cafés, des restaurants et des hôtels.
Deux autres longues rues, Jalan Monkey Forest et Jalan Hanoman, s'étendent au sud de Jalan Raya Ubud. À proximité du marché traditionnel, et à l'intersection de la Jalan Monkey Forest et Jalan Raya Ubud, se trouve le vaste palais Puri Saren Agung. La maison de Tjokorda Agung Gede Sukawati (1910-1978), dernier "roi" d'Ubud, est maintenant occupée par ses descendants et des spectacles de danse ont lieu dans sa cour. C'est aussi l'un des premiers hôtels d'Ubud, datant de 1930.
La forêt des singes d'Ubud est une réserve naturelle sacrée, située à l'extrémité sud de Jalan Monkey Forest. Elle abrite le temple de Dalem Agung Padantegal et plus de 600 macaques à longue queue (Macaca fascicularis) (en 2016).
Le tourisme est focalisé sur la culture, le yoga et la nature. Contrairement au pôle touristique du sud de Bali, Ubud est le domaine des forêts, des rivières et des températures plus fraîches ; toutefois, au XXIe siècle des engorgements routiers ici ont augmenté de façon spectaculaire. Des commerces de style hôtels sont situés dans et autour d'Ubud, qui offrent des cures thermales, ou de la randonnée à pied.
Tous les ans se déroule le Festival des écrivains et des lecteurs d'Ubud, plus grand festival littéraire d'Asie du Sud-Est.
Autres points d'intérêt autour d'Ubud :
- Les vastes rizières et la forêt tropicale.
- La lune de Pejeng, à proximité Pejeng, est le plus grand chaudron en fonte de bronze du tambour dans le monde, datant de 300 avant Jésus-Christ.
- Le temple de Goa Gajah, où la "cave de l'éléphant" abrite une sculpture du dieu Ganesh.
- Le temple de Gunung Kawi, datant du XIe siècle.
- Le musée d'Antonio Blanco peintre.
- Musée d'art Agung Rai
- Palais présidentiel - Tampak Siring

### Galerie d'images

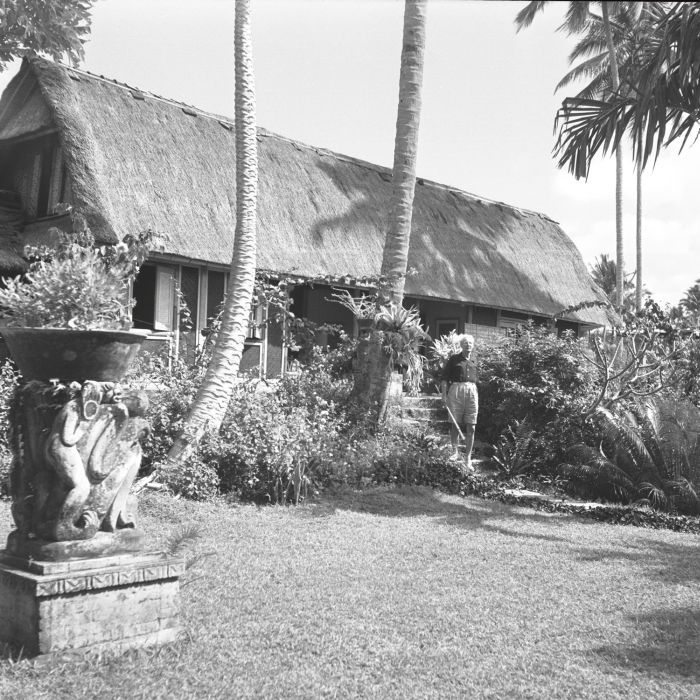
Le peintre Rudolf Bonnet devant sa maison dans les années 1950
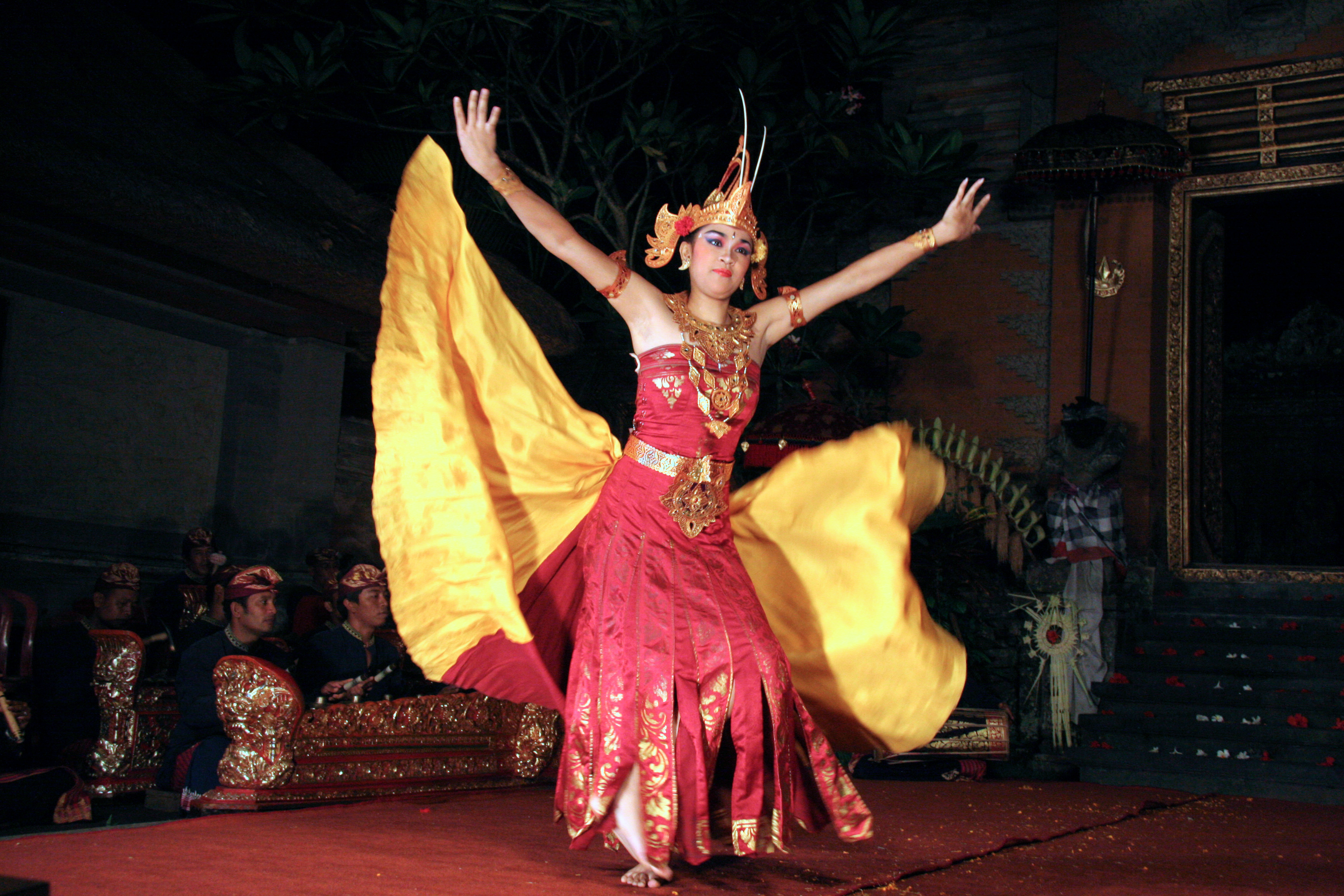
Spectacle de danse de Legong avec un orchestre de gamelan
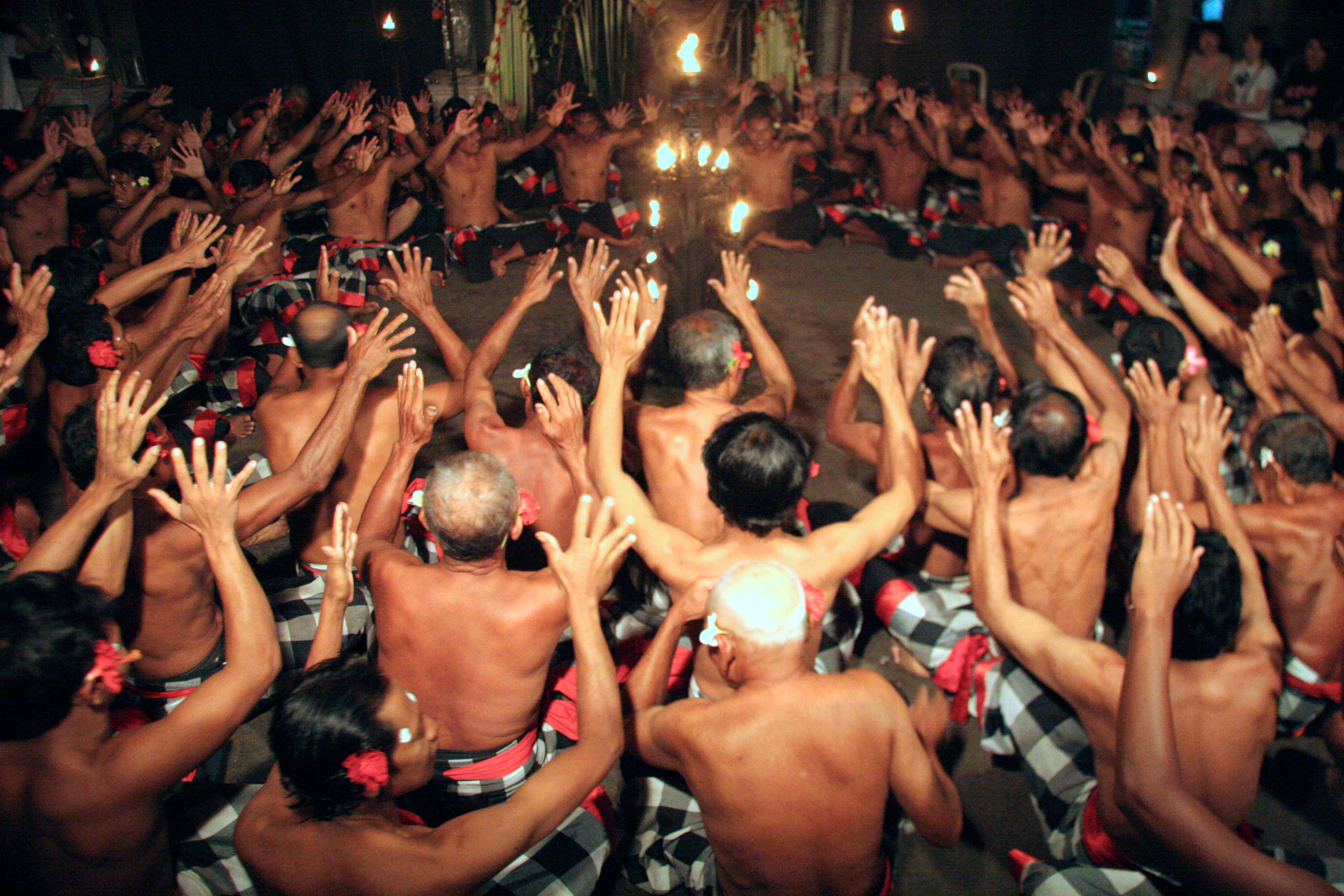
Danse et chant au Pura Dalem Agung Padantegal
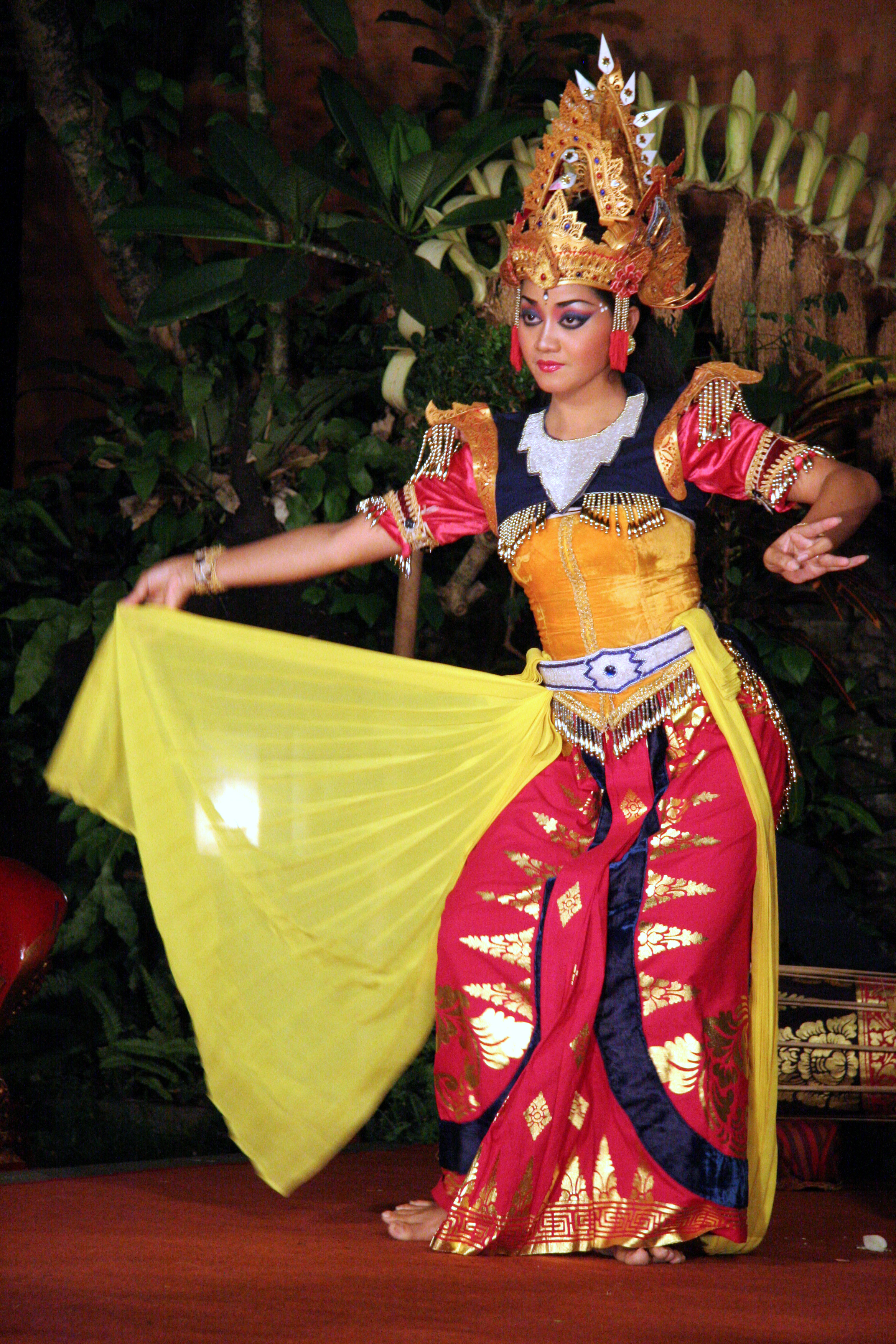
Danseuse balinaise
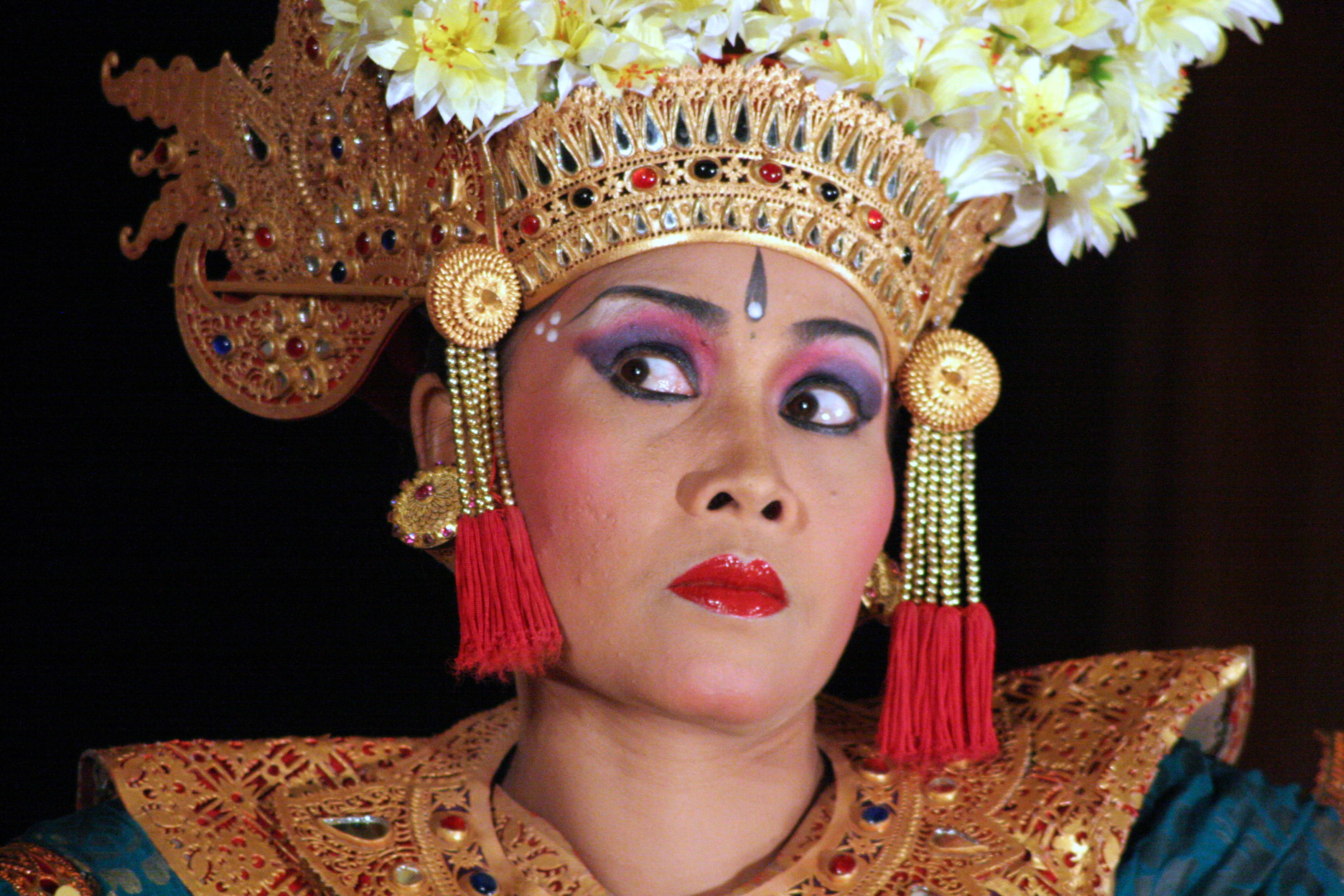
Danseuse balinaise
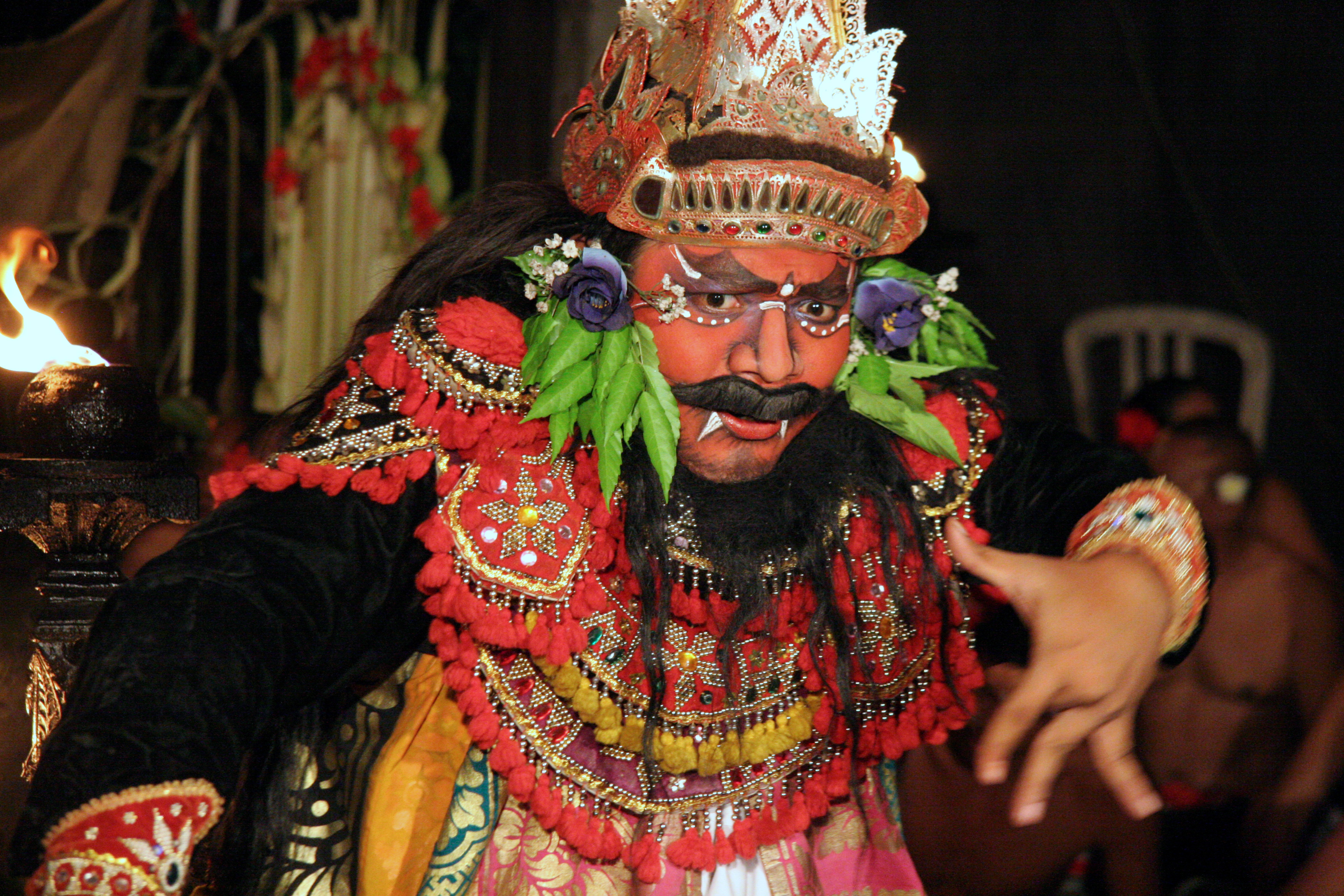
Danseur dans un spectacle de Ramayana
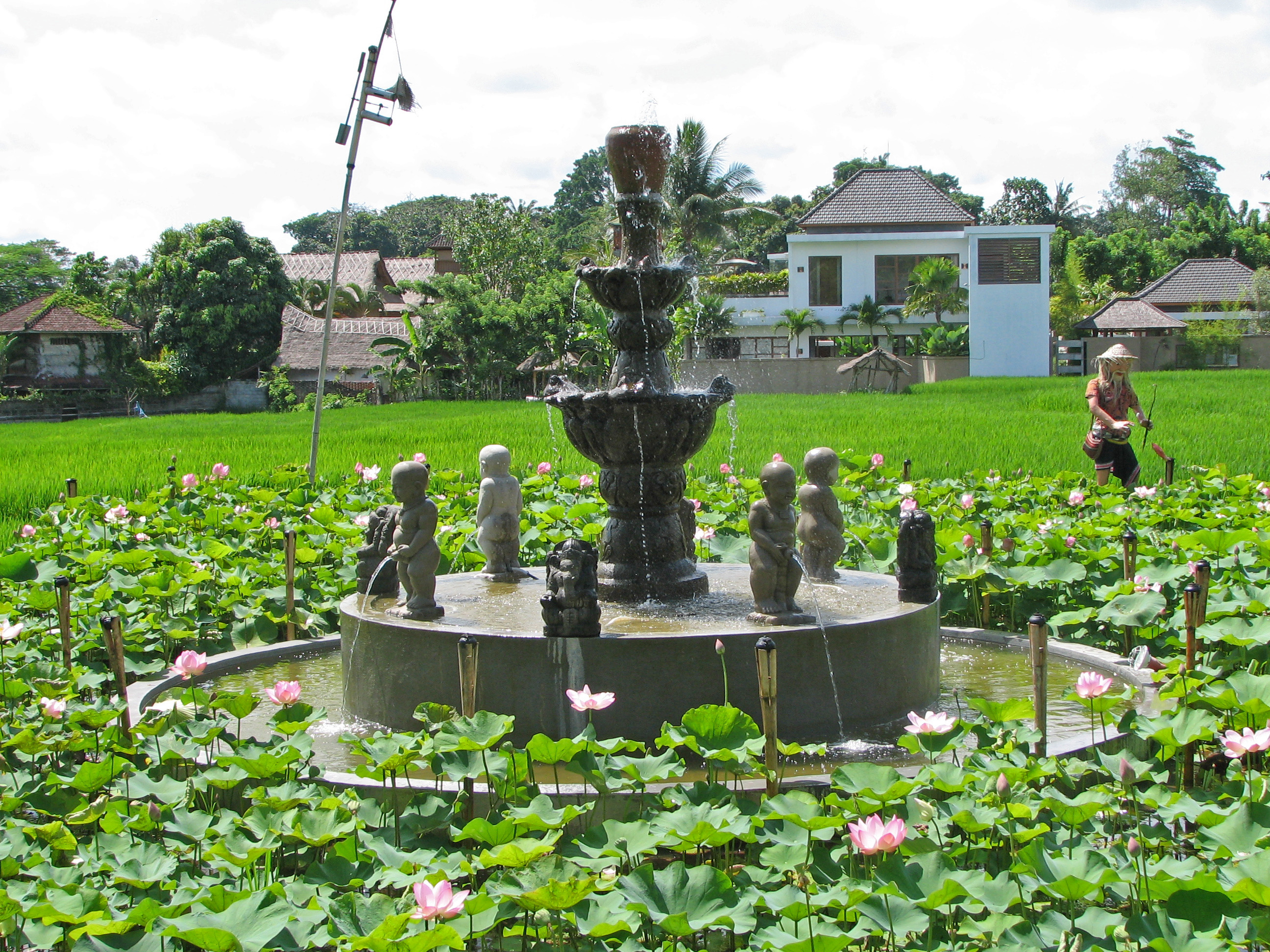
Fontaine et fleurs de lotus
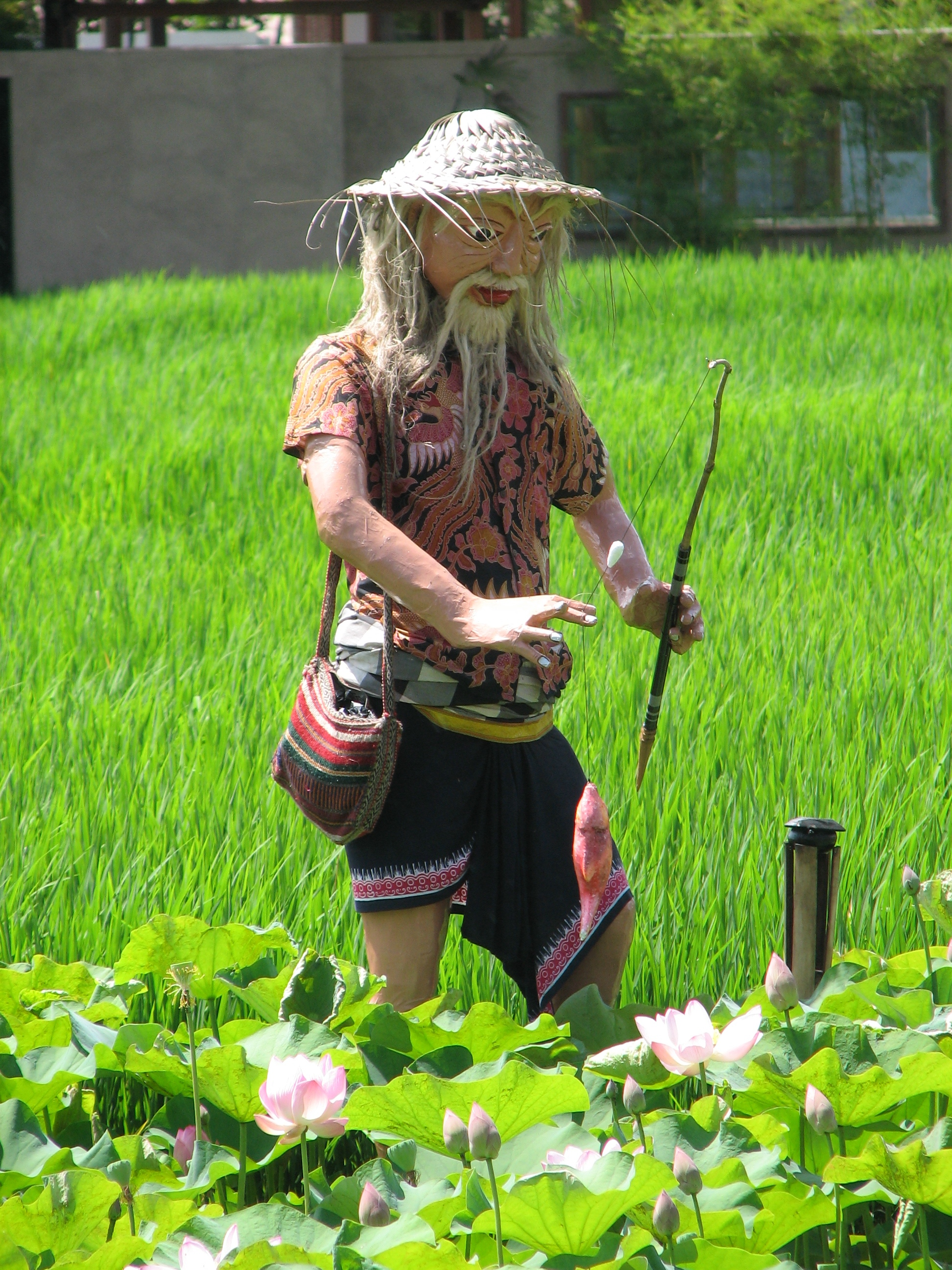
Mannequin de pêcheur à la ligne
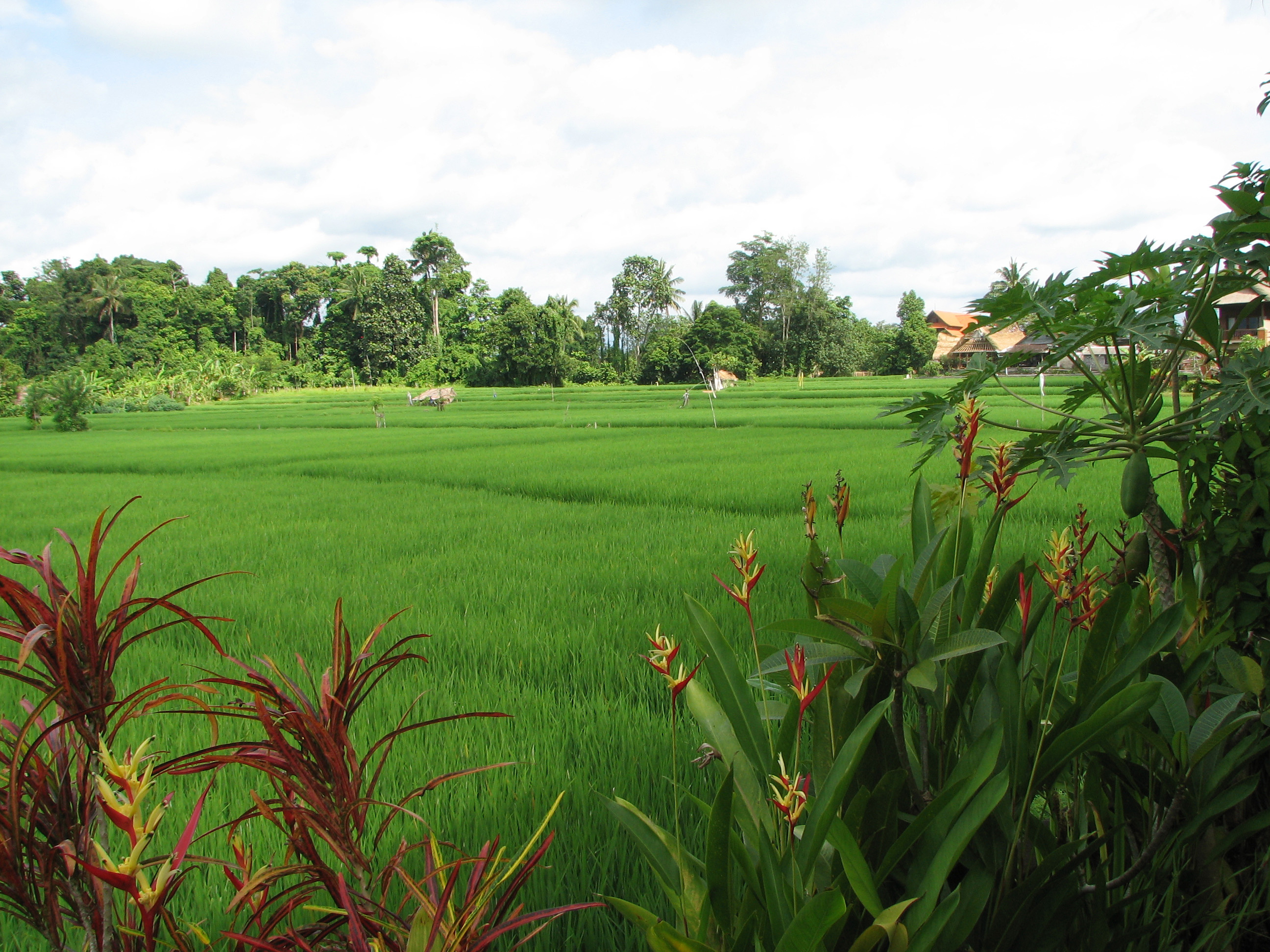
Rizières
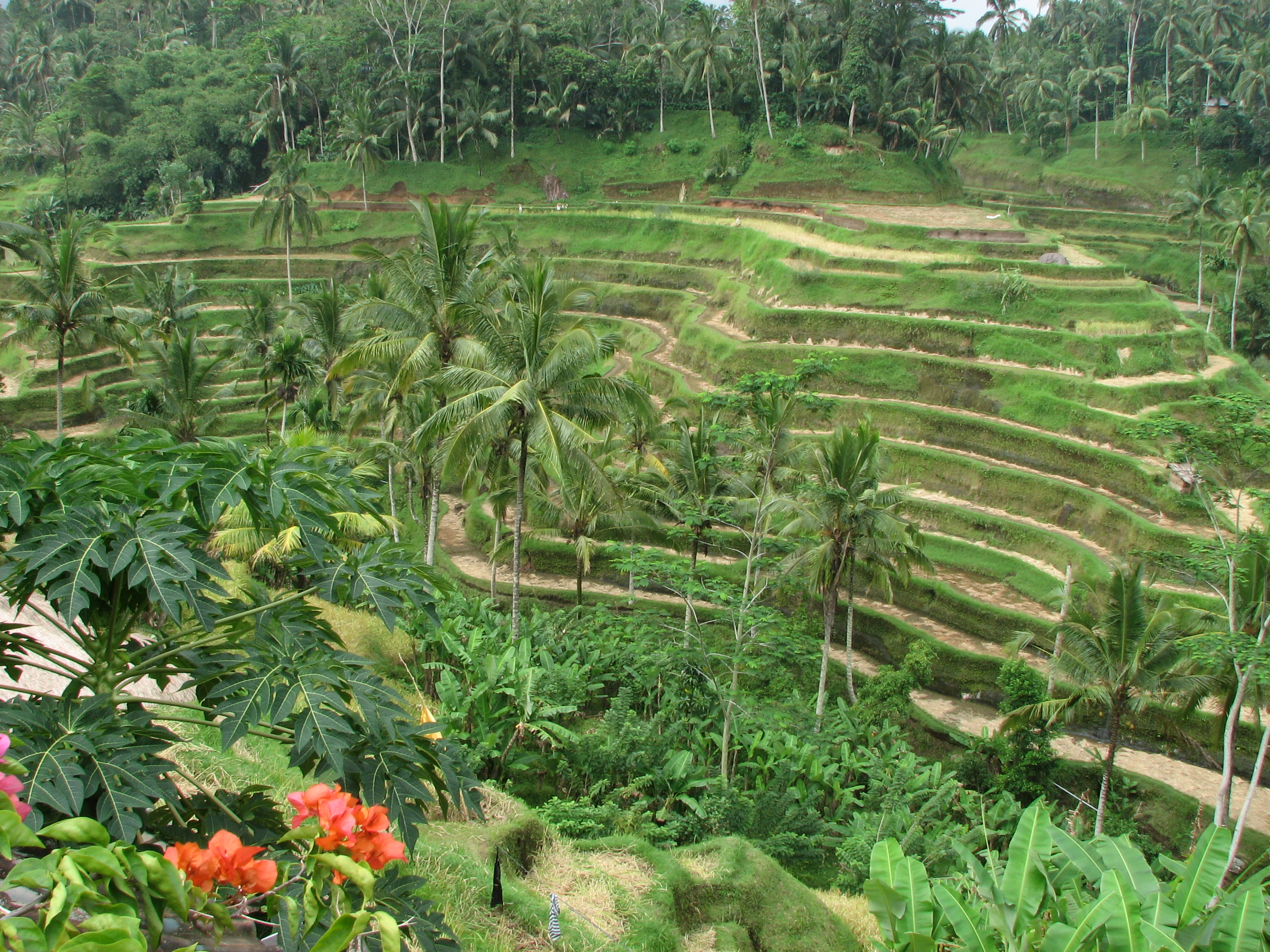
Rizières étagées en terrasses
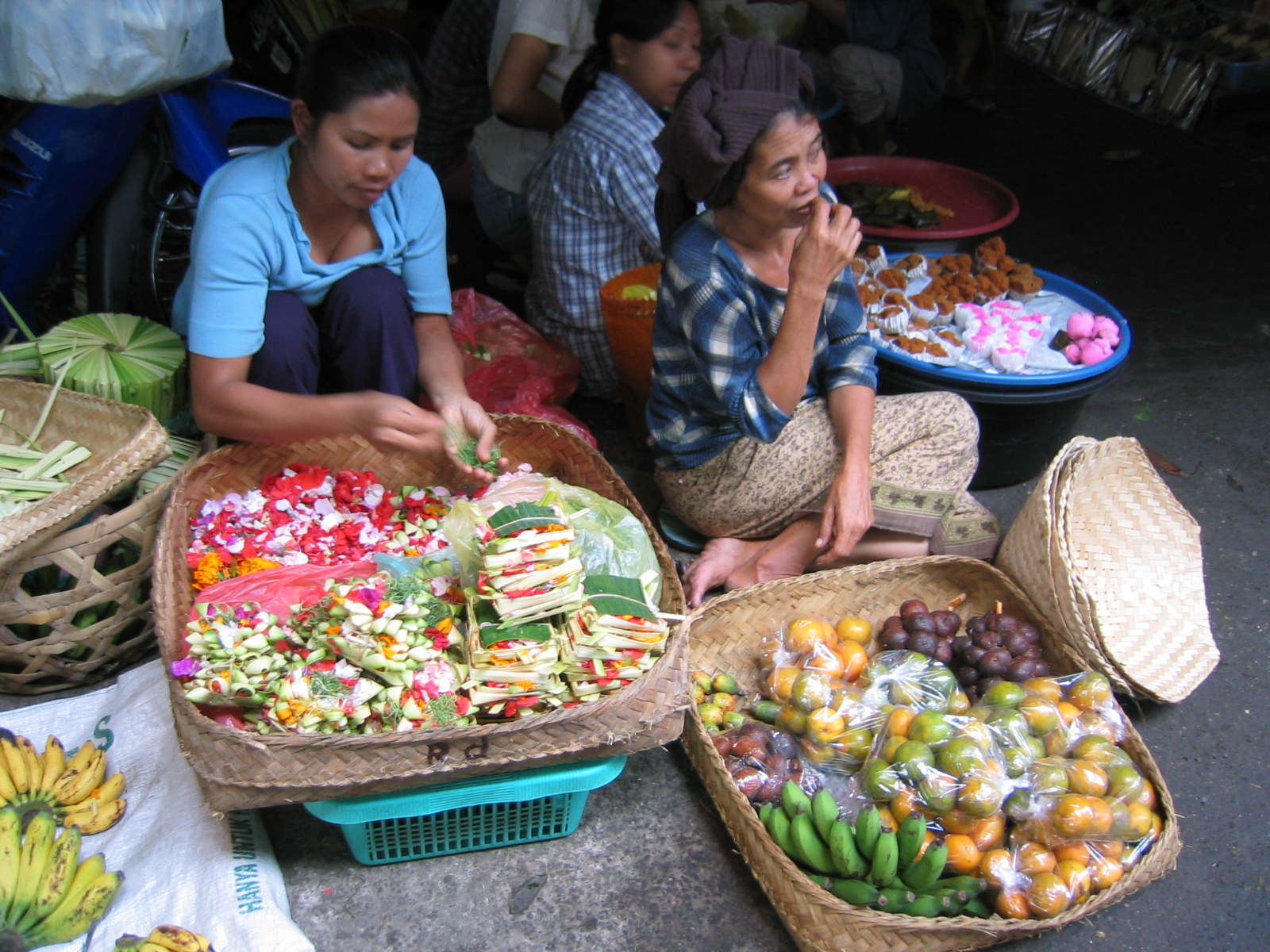
Marché traditionnel
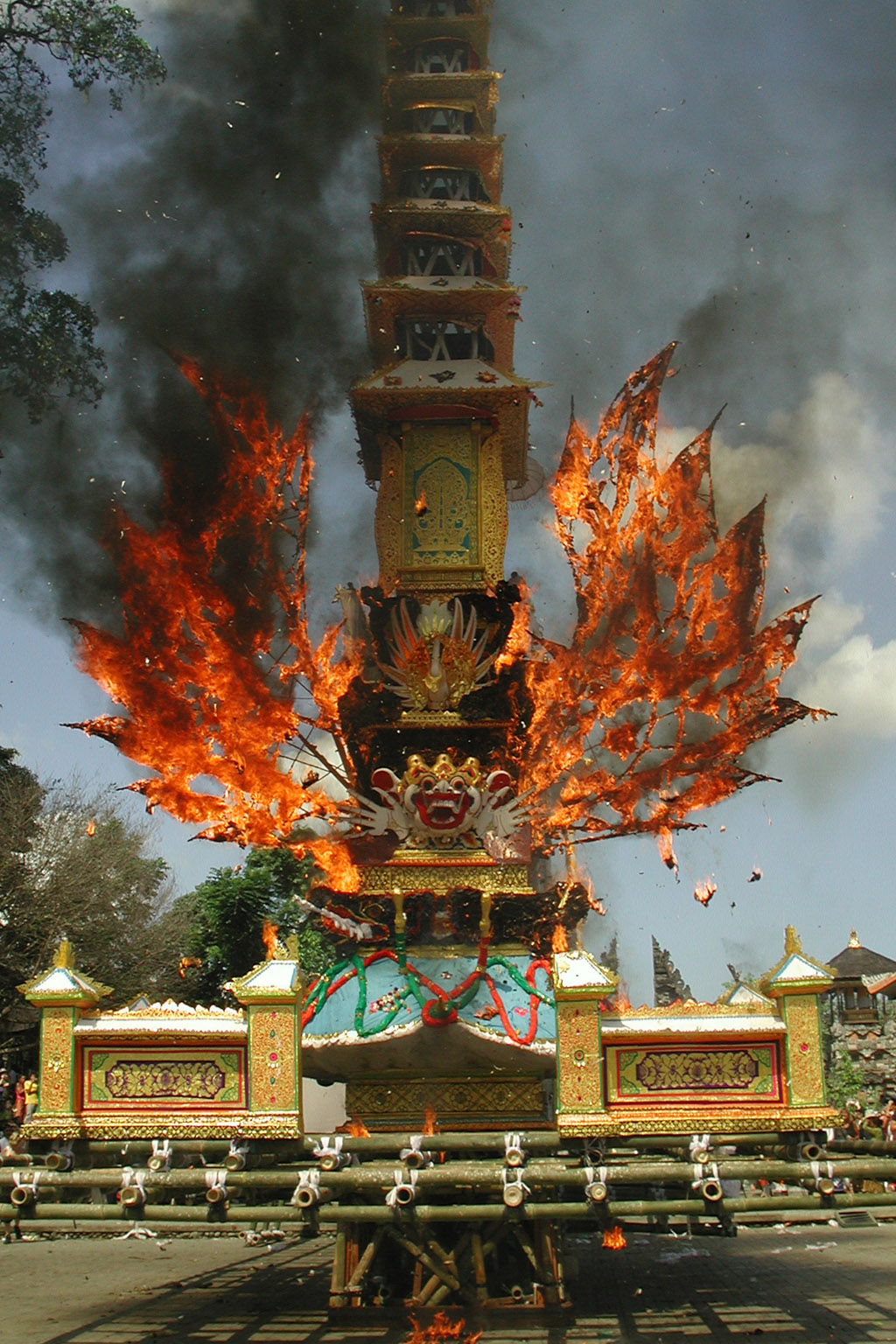
Crémation
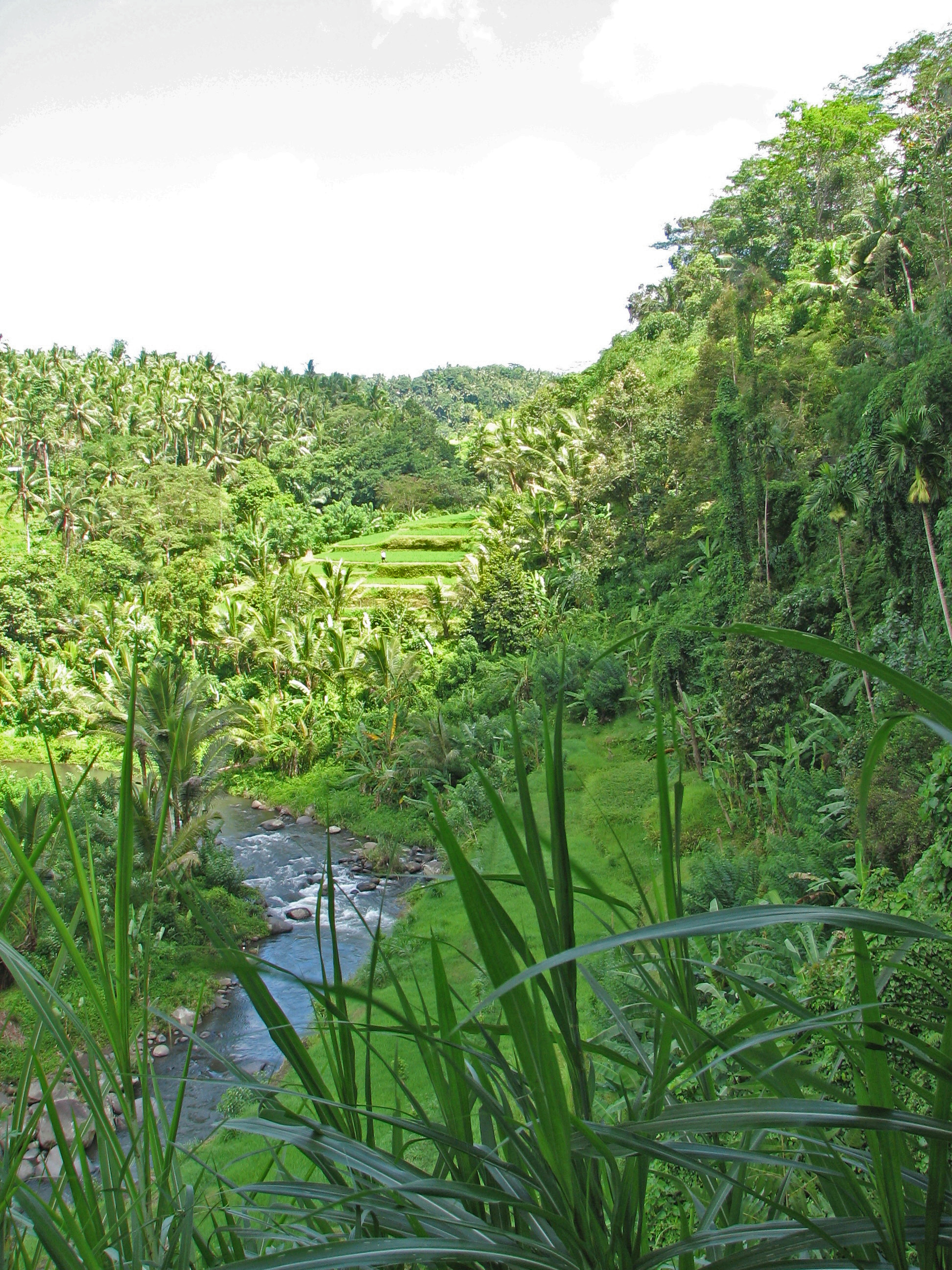
Forêt le long de l'Ayung
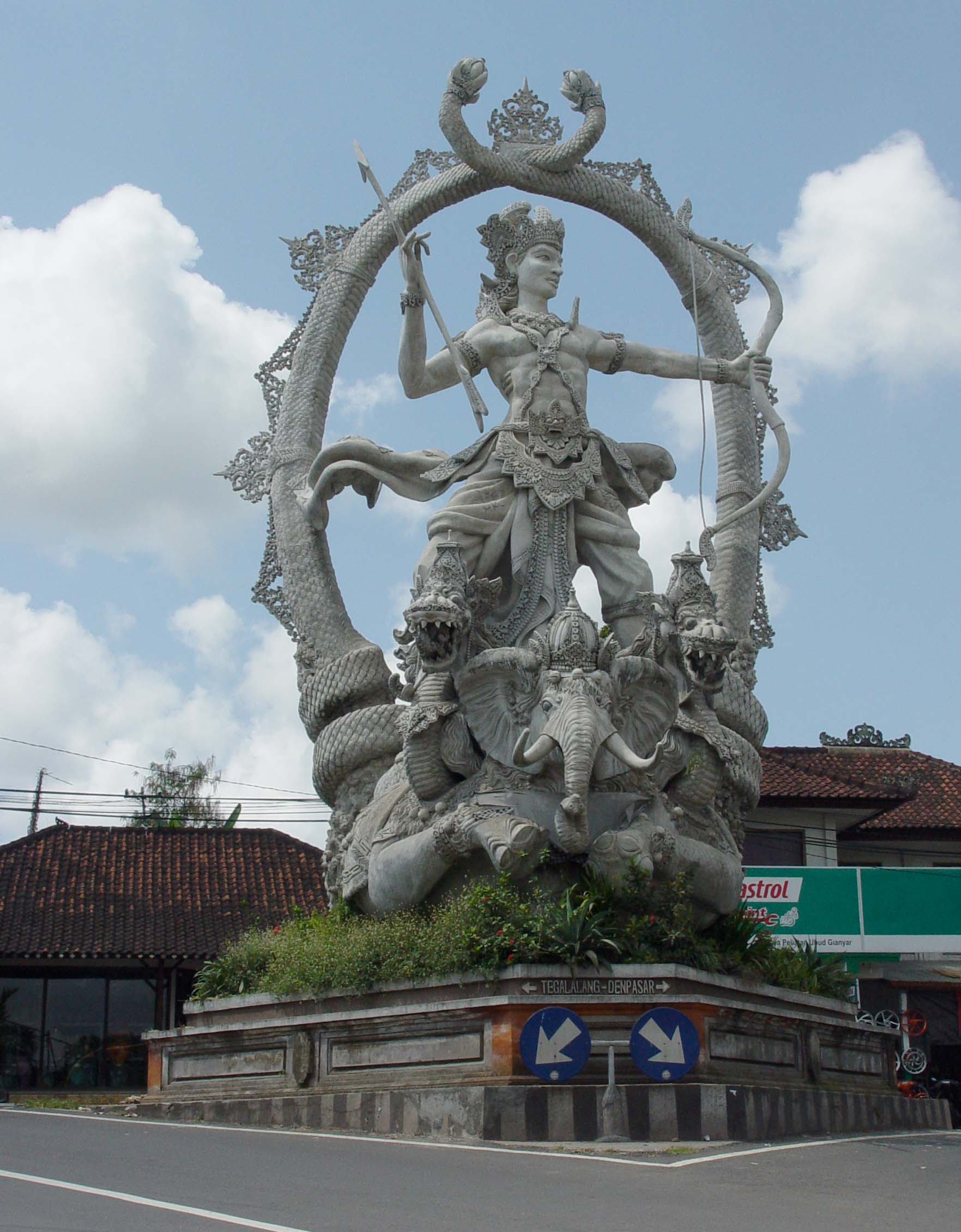
Peliatan (près d'Ubud)
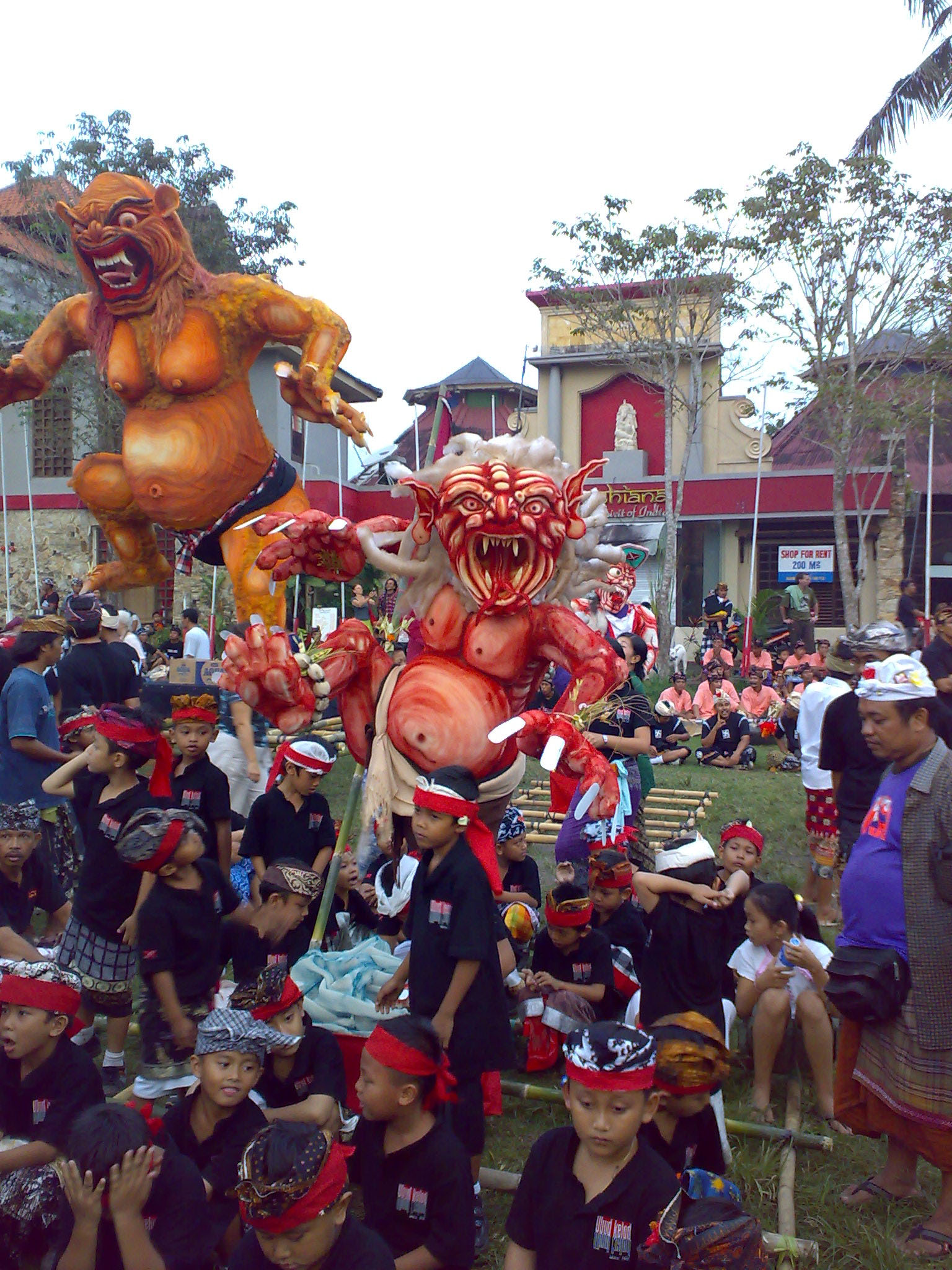
Défilé d'Ogoh-Ogoh à la veille du Nyepi (nouvel an balinais)
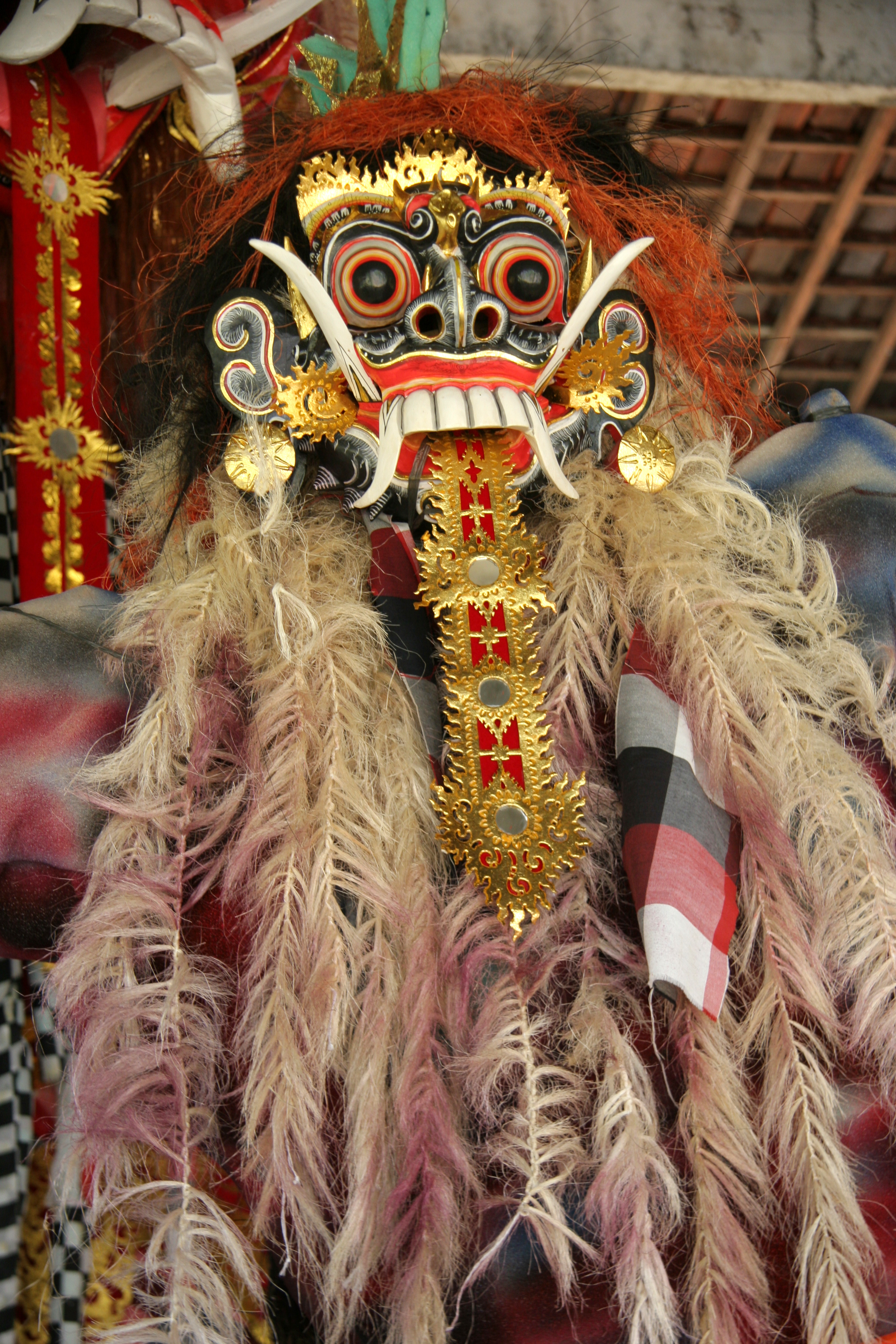
Masque
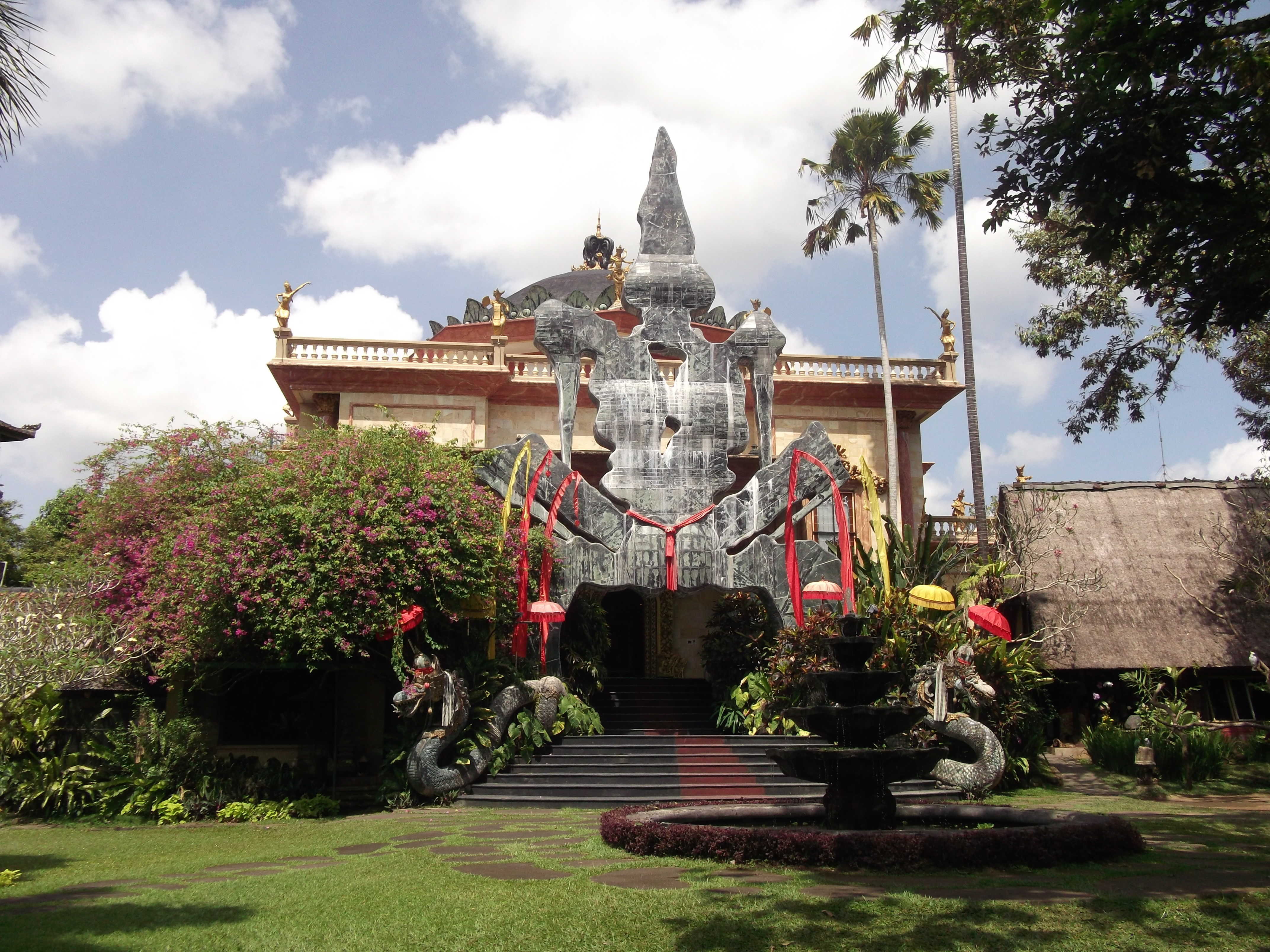
La maison/musée d'Antonio Blanco à Ubud